# Professor
En professor er en underviser og forsker af højeste rang ved et universitet; stillingen kaldes et professorat. Professoren er højest placeret i det akademiske hierarki på universitetet; under professoren findes fx docenter, lektorer og adjunkter. En professor kan fungere som leder for en forskergruppe eller en afdeling på et universitetsinstitut og have ansvar for dets drift.
En ansøger til et professorat bedømmes normalt af et bedømmelsesudvalg på baggrund af de kvalifikationer, der stilles krav om i det pågældende stillingsopslag. Dog skal der under alle omstændigheder dokumenteres en høj grad af original videnskabelig produktion på internationalt niveau. Det skal herved dokumenteres, at ansøgeren til professoratet har været med til at udvikle fagområdet.
På visse uddannelsesinstitutioner, fx Kunstakademiet, er professorstillingerne tidsbegrænsede.
Professorerne blev fra 1679 tildelt en række privilegier i forlængelse af dem, Christian V havde givet til "borgerligt fødte betjente". En virkelig professor i rangfølgen fik plads i rangen fra 1746, placeret i 4. klasse. Fra 1800-tallet blev professorer indplaceret i rangfølgens 3. klasse og opnåede dermed i forlængelse af forordningen om rang fra 1808 personlig rangadel , og de blev som følge heraf tiltalt "Høj- og velbårne", mens en professorinde (professors hustru) blev tiltalt "Deres Nåde". (Titulaturerne for de forskellige rangklasser er bortset fra "Excellence" for medlemmerne af 1. rangklasse gået af brug, men aldrig formelt afskaffet). Ved den seneste forordning om rang (1953) blev professorerne fortsat indplaceret i 3. klasse.
På engelsk kaldes en universitetslektor associate professor og en universitetsadjunkt assistant professor - de betegner altså ikke en professor, som i stedet kan kaldes full professor.

## Ordinær professor
En ordinær professor, professor ordinarius, har en fast lærestol ved en højere læreanstalt, også betegnet ved ét af leddene: professor eller ordinarius.

## Ekstraordinær professor
En ekstraordinær professor, professor extraordinarius, har en midlertidig lærestol i en ikke-fast stilling på et universitet, også betegnet som extraordinarius. Betegnelsen er især historisk.

## Udpeget professor
Udpeget professor, professor designatus, designeret professor, betegnede en universitetsansat, der var udpeget til at overtage et professorat ved ledighed.
Designatus anvendes sporadisk også om en udpegning til andre stillinger, fx consul designatus; rector designatus.
På tysk kendes Dr.des. (doctor designatus) om en doktorand forud for forsvaret af disputatsen.

## Forskningsprofessor
Forskningsprofessor (engelsk: Research Professor) er en titel for en forsker på professorniveau, der fokuserer på at udføre forskning, og som har få eller ingen undervisningsopgaver. Dog kan vejledning af ph.d.-studerende og forskere indgå i opgaverne. Titlen er ligeværdig med professor og findes i mange lande, herunder Danmark, Norge, Sverige og Finland. Stillingen som forskningsprofessor kan besættes tidsbegrænset eller tidsubegrænset.

## Professor med særlige opgaver
Professor med særlige opgaver (MSO) er en relativt ny titel, som indebærer en tidsbegrænset varetagelse af funktionsbestemte opgaver samt opgaver i øvrigt, som er knyttet til professorstillinger. De funktionsbestemte opgaver kan have en varighed på 3 til 5 år med mulighed for forlængelse til 8 år. Efter udløb af stillingen er vedkommende sikret fortsat ansættelse som lektor. Stillingen blev afskaffet i 2020.

## Honorær professor
Honorarprofessor er i Tyskland en ærestitel, der kan tildeles fagligt kvalificerede eksterne undervisere, der evt. honoreres per forelæsning. Den danske rektor på A.P. Møller Skolen i Slesvig, Jørgen Kühl, fik denne titel i 2018.

## Titulær professor
I 1800-tallet og et stykke ind i 1900-tallet var det almindeligt, at "fortjenstfulde mænd" udnævntes til "titulære professorer", dvs. uden at dette indebar nogen universitetsansættelse. Således kunne H.C. Andersen tituleres "Professor Andersen". Titlen blev tildelt en del arkitekter, kunstnere, læger etc.
En titulær professor blev tiltalt "Højædle og velbyrdige" og indplaceret i rangfølgen i klasse 5. nr. 8 eller i klasse 4 nr. 3. Helt undtagelsesvis blev Georg Brandes imidlertid i 1902 ved sin udnævnelse til titulær professor placeret i 3. klasse nr. 9; altså med samme rang som en virkelig professor.
Se kategorien Titulære professorer fra Danmark.
En liste, dog ikke komplet, findes her: Modtagere af Titulær professor
En lidt tilsvarende rolle spiller i dag titlen adjungeret professor.